# Astragalus laetus
Astragalus laetus är en ärtväxtart som beskrevs av Aleksandr Andrejevitj Bunge. Astragalus laetus ingår i släktet vedlar, och familjen ärtväxter. Inga underarter finns listade i Catalogue of Life.